# Pia Runnakko
Pia-Carina Runnakko, född 18 juni 1962 i Jakobstad, är en finländsk skådespelare. 
Runnakko studerade 1981–1985 vid Teaterhögskolan och var 1985–1991 engagerad vid Åbo svenska teater samt 1991–1996 vid Teater Viirus; vid Lilla Teatern sedan 1996. Hon har under sin tid på Teater Viirus och Lilla Teatern lyckats bäst i absurda och burleska komediennroller, som den groteska mor Ubu på Teater Viirus och som ett av de uppnosigt frispråkiga barnen i Joakim Pirinens Kvarteret Kniven. En tid var hon tillsammans med Marika Parkkomäki de enda kvinnliga skådespelarna på Teater Viirus. 